# フレンズ (ディオンヌ・ワーウィックのアルバム)
『フレンズ』（Friends）は、アメリカ合衆国の歌手ディオンヌ・ワーウィックが1985年に発表したスタジオ・アルバム。

## 背景
アリスタ・レコードの社長クライヴ・デイヴィスがエグゼクティブ・プロデューサーを務め、バート・バカラックとキャロル・ベイヤー・セイガーの夫婦が10曲中5曲をプロデュースした。そのうち「愛のハーモニー」は、元々はロッド・スチュワートが映画『ラブ IN ニューヨーク』で歌唱した曲のリメイクで、本作ではスティーヴィー・ワンダー、グラディス・ナイト、エルトン・ジョンの3人がゲスト参加する運びとなった。また、「愛は果てしなく」はセイガー自身がアルバム『真夜中にくちづけ』（1981年）で発表した曲のリメイクで、セイガーのオリジナル・ヴァージョンは全米30位を記録している。
スティーヴィー・ワンダーが作詞、作曲、プロデュースした「モーメンツ・アーント・モーメンツ」は、映画『ウーマン・イン・レッド』のサウンドトラック・アルバムで先行発表された曲である。

## 反響
母国アメリカではBillboard 200で12位、『ビルボード』のR&Bアルバム・チャートで8位に達した。第1弾シングル「愛のハーモニー」はBillboard Hot 100、R&B/ヒップホップ・チャート、アダルト・コンテンポラリー・チャートの3部門で1位を獲得し、続く「ウィスパー・イン・ザ・ダーク」はHot 100で72位、R&Bチャートで49位、アダルト・コンテンポラリー・チャートで7位を記録した。
ノルウェーでは1985年第51週のアルバム・チャートで20位となるが、翌週にはチャート圏外に落ちた。スウェーデンでは1986年1月8日付のアルバム・チャートで初登場33位となり、4回（8週）トップ50入りした。

## 収録曲
特記なき楽曲はバート・バカラックとキャロル・ベイヤー・セイガーの共作。
1. 愛のハーモニー - "That's What Friends Are For" - 4:18
2. ウィスパー・イン・ザ・ダーク - "Whisper in the Dark" (Bruce Roberts, Edgar Bronfman Jr.) - 4:35
3. リメンバー・ユア・ハート - "Remember Your Heart" (Dan Navarro, David P. Bryant) - 3:43
4. ラヴ・アット・セカンド・サイト - "Love at Second Sight" (David Foster, Paul Gordon) - 4:40
5. モーメンツ・アーント・モーメンツ - "Moments Aren't Moments" (Stevie Wonder) - 4:34
6. 愛は果てしなく - "Stronger Than Before" (Burt Bacharach, Carole Bayer Sager, B. Roberts) - 3:22
7. 優しさいつまでも - "Stay Devoted" - 3:36
8. ノー・ワン・ゼア - "No One There (To Sing Me a Love Song)" (Narada Michael Walden, Preston Glass, Randy Jackson, Walter Afanasieff) - 4:28
9. ハウ・ロング? - "How Long?" - 4:11
10. 愛のとまどい - "Extravagant Gestures" - 4:57